# Antonio Pinto Salinas (municipalité)
Pour les articles homonymes, voir Salinas.
Antonio Pinto Salinas est l'une des vingt-trois municipalités de l'État de Mérida au Venezuela. Son chef-lieu est Santa Cruz de Mora. En 2011, la population s'élève à 24 006 habitants.

## Géographie

### Subdivisions
La municipalité est divisée en deux paroisses civiles et une parroquia capital, traduite ici par « capitale » (en italiques et suivie d'une astérisque) avec, chacune à sa tête, une capitale (entre parenthèses) :
- Capitale Antonio Pinto Salinas * (Santa Cruz de Mora).
- Mesa Bolívar (Mesa Bolívar) ;
- Mesa de las Palmas (Mesa de las Palmas) ;

## Étymologie
La municipalité est nommée en l'honneur du poète et homme politique vénézuélien Antonio Pinto Salinas (1915-1953).